# سنت ارت
سنت ارت (به انگلیسی: St Erth) یک روستا و محله مدنی در بریتانیا است که در کورنوال واقع شده‌است. سنت ارت ۱٬۳۸۱ نفر جمعیت دارد.